# Chimica analitica quantitativa
La chimica analitica quantitativa è la branca della chimica analitica che si occupa di determinare sperimentalmente la quantità di una determinata sostanza presente in un  campione. Si avvale di tecniche pratiche quali i diversi tipi di titolazione e di tecniche strumentali come la spettroscopia e la spettrometria di massa.
Il principio su cui si basa è quello di stabilire una relazione matematica tra la quantità di sostanza presente e la caratteristica sperimentalmente sfruttata per determinare tale quantità: si pensi ad esempio alla massa di composto precipitato, al diverso valore di pH, al potenziale redox o alla diversa quantità di radiazione elettromagnetica assorbita.